# Franz Anton Vaßen
Franz Anton Vaßen (* 2. Februar 1799 in Aldenhoven; † 9. Februar 1891 in Düren) war Oberpfarrer und Dechant in Düren.
Vaßen studierte an der Universität Münster. Ab 1820 besuchte er das Priesterseminar in Köln. Die Priesterweihe empfing er am 8. September 1822. Danach war er acht Jahre lang Lehrer am Stiftischen Gymnasium in Düren. 1830 wurde er Pfarrer in Zons. Am 10. März 1842 wurde Vaßen zum Oberpfarrer an St. Anna ernannt. Als Ehrenstiftsherr des Kollegiat-Stiftskapitels zu Aachen und Senior des Klerus der Erzdiözese Köln feierte Vaßen im September 1882 das 60-jährige Priesterjubiläum, genannt diamantenes Jubiläum. Aus diesem Anlass wurde der Grundstein für die Gedenksäule der hl. Mutter Anna am Altenteich gelegt.
Vaßen hat sich insbesondere um die Armen verdient gemacht. Er gründete 1854 das Waisenhaus in der heutigen Waisenhausstraße.

## Ehrungen
- Anlässlich seines Priesterjubiläums beschloss der Stadtrat am 25. August 1882, ihn zum ersten Ehrenbürger der Stadt zu ernennen.
- Der Stadtrat beschloss am 12. Juni 1914 die durch das Schoenen'sche Gelände von der Friedhofstr. (heute Dr.-Kotthaus-Str.) bis zur Hohenzollernstraße führende Straße nach ihm zu benennen (Dechant-Vaßen-Str.).